# Acrocercops pertenuis
Acrocercops pertenuis är en fjärilsart som beskrevs av Turner 1923. Acrocercops pertenuis ingår i släktet Acrocercops och familjen styltmalar. Inga underarter finns listade i Catalogue of Life.